# バイゴー
バイゴーは、かつて、東京都の多摩地域、および、埼玉県に展開していたドラッグストアや調剤薬局のチェーン店である。
2007年に同業のドラッグセイムスを運営する富士薬品により買収された。

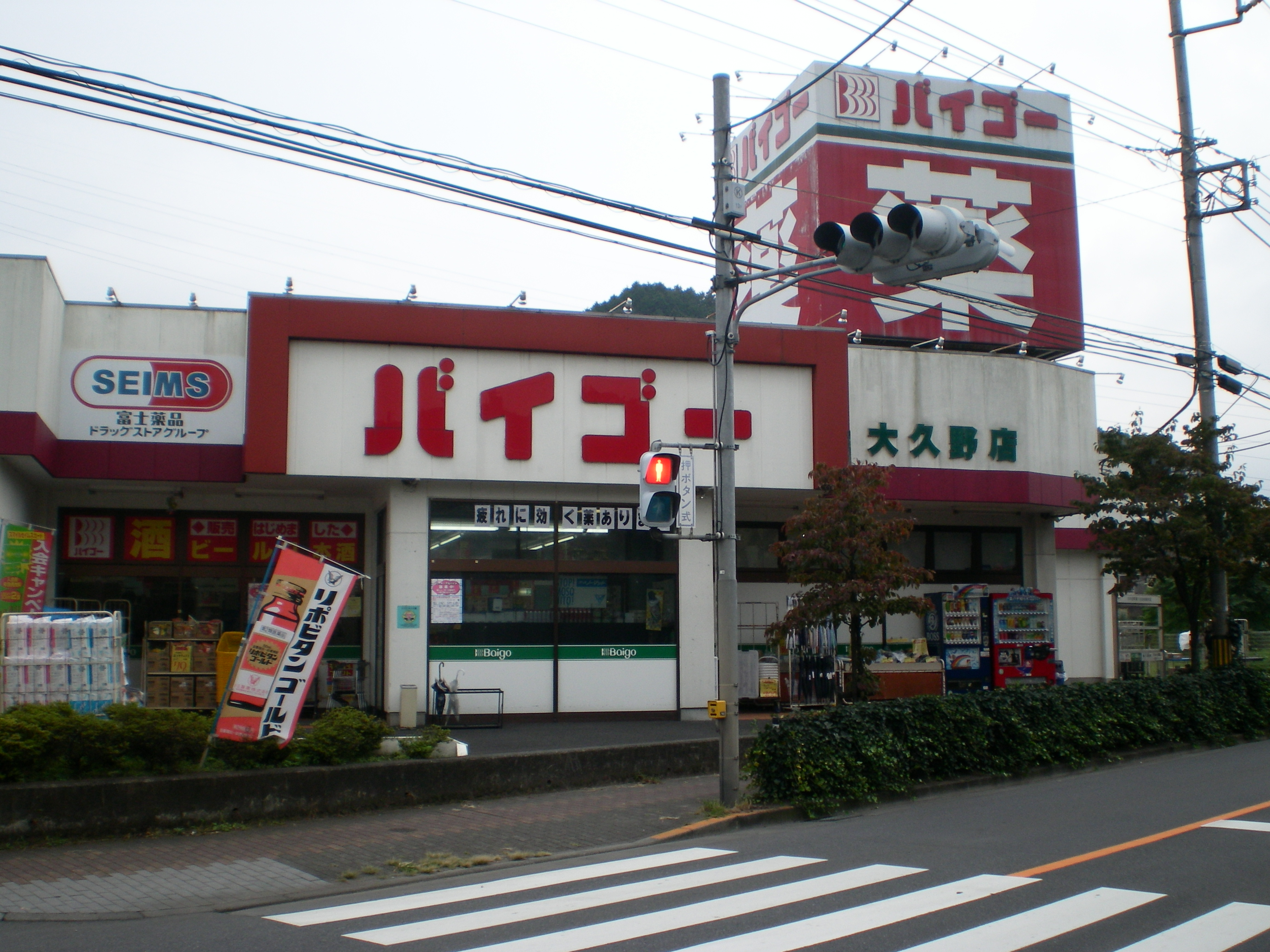
大久野店 - 東京都日の出町

## 概要
東京都西多摩地区を中心に、所沢市など埼玉県南部や秩父地域に店舗網を有し、かつては80を超える店舗を有し静岡県にも出店していた。
2013年10月には富士薬品に吸収合併され、法人としては消滅している。
また、店舗も、買収後のリニューアルによって順次「セイムス」ブランドへと改称され、2019年現在では「バイゴー」ブランドの店舗は消滅している。

## 由来
名称は、創業者である前社長の出身地、青梅市西部にある吉野梅郷の梅郷（ばいごう）に由来する。